# Dollar (physique nucléaire)
Pour les articles homonymes, voir Dollar (homonymie).
En physique nucléaire, le dollar est une unité de réactivité. La valeur de 1 « dollar » représente la réactivité due aux neutrons retardés. Cette réactivité est notée β.
Le dollar est défini par la différence de réactivité entre celle de l'état critique et celle obtenue avec les neutrons prompts seulement. Le sous-multiple est le cent.
Pour un réacteur utilisant de l'uranium 235, 1 $ vaut environ 660 pcm (pour cent mille), alors que, pour un réacteur au plutonium, 1 $ vaut environ 350 pcm.
La valeur du $ d'un réacteur dépend en priorité des noyaux fissiles utilisés et non point de la filière mise en œuvre (réacteur rapide ou thermique)